# Hyloxalus mittermeieri
Hyloxalus mittermeieri es una especie de anfibio anuro de la familia Dendrobatidae.

## Distribución geográfica
Esta especie es endémica de la provincia de Bellavista en la región de San Martín, Perú. Habita en Venceremos a una altitud de 1620 m en la ladera este de la Cordillera Central.

## Descripción
Los machos miden de 15.30 a 19.0 mm y las hembras de 19.35 a 29.25 mm.

## Etimología
Esta especie lleva el nombre en honor a Russell Mittermeier.

## Publicación original
- Rivero, 1991 : New Colostethus (Amphibia, Dendrobatidae) from South America. Breviora, n.º 493, p. 1-28[5]